# Such Gold
Such Gold est un groupe américain de punk rock, originaire de Rochester, New York.

## Histoire
Le groupe est officiellement formé en 2009 et, après plusieurs changements de line-up, il se compose du chanteur Ben Kotin, du guitariste Nate Derby, du bassiste Jon Markson et de l'ancien batteur de Shai Hulud Matt Covey.
L'année de sa création, le groupe enregistre une démo  et quelques mois plus tard, ils sont signé par Mightier than Sword Records, qui sort leur premier EP intitulé Stand Tall. En 2010, ils ont signé avec 6131 Records. C'est avec ce label que le deuxième EP intitulé Pedestals sort en septembre, d'abord au niveau numérique, puis deux mois plus tard au niveau physique. En 2011, deux splits sont publiés avec Into It. Over It. et A Loss for Words, qui sont publiés en collaboration avec Mightier than Sword Records, No Sleep Records et le label japonais Grill$ Records. En juillet 2011, Such Gold change de nouveau de label, cette fois-ci pour Razor & Tie. Le groupe se rend à Los Angeles, en Californie, pour travailler sur son premier album avec le producteur Steve Evetts. Celui-ci s'intitule Misadventures et sort le 14 août 2012. Le 11 novembre 2014, The New Sidewalk, le deuxième album du groupe, est publié par Razor & Tie.
Au cours de leur carrière, les membres du groupe ont joué avec des groupes tels que Four Year Strong, Transit, Shai Hulud, A Wilhelm Scream, Stick to Your Guns, The Story So Far, Senses Fail et Citizen,,,,,. Le groupe a principalement joué en Amérique du Nord, bien qu'il se soit également produit en Europe et en Australie. En 2012, le groupe a également joué au Groezrock,,.

## Discographie
- 2009 : Demo 2009
- 2009 : Stand Tall (EP, Mightier than Sword Records)
- 2010 : Pedestals (EP, 6131 Records)
- 2011 : Such Gold / Into It. Over It. (split avec Into It. Over It., Mightier than Sword Records, No Sleep Records)
- 2011 : Such Gold / A Loss for Words (split avec A Loss for Words, Mightier than Sword Records, No Sleep Records, Grill$ Records)
- 2012 : Misadventures (album, Razor & Tie)
- 2014 : The New Sidewalk (album, Razor & Tie)